# Il tribuno (periodico)
Il tribuno è stato un periodico fondato da Giuseppe Mazzini e stampato a Lugano, con la falsa indicazione di Marsiglia. Fu un primo esempio di giornale popolare, a sole quattro facciate in piccolo formato con cadenza quindicinale. Il titolo era sormontato dalla indicazione Giovine Italia. Il primo numero uscì il 2 gennaio 1833.